# Cikeusik (Sukahaji)
Cikeusik is een bestuurslaag in het regentschap Majalengka van de provincie West-Java, Indonesië. Cikeusik telt 2490 inwoners (volkstelling 2010).